# Mutatoderma heterocystidiatum
Mutatoderma heterocystidiatum är en svampart som först beskrevs av Edward Angus Burt, och fick sitt nu gällande namn av C.E. Gómez 1976. Mutatoderma heterocystidiatum ingår i släktet Mutatoderma och familjen Corticiaceae.   Inga underarter finns listade i Catalogue of Life.